# 市村正亲
市村正亲（日语：／ Ichimura Masachika ，1949年1月28日—）是日本一名演员和配音演员，出生于埼玉县川越市，隶属于Horipro经纪公司。

## 人物简介
市村正亲的父亲是川越市当地一家月报《武州新报（武州新報）》的记者；而他的母亲则经营着一家餐厅。 在儿童时代，市村正亲从母亲那里得到钱去一家供应套餐的饭店独自一人吃了晚餐，然后又在餐厅对面的电影院待到父亲来接他。随后他和父亲一起去了理发店，而他在理发店里睡着了。同时，市村正亲也收集一些电线卖给店铺，以此换取零花钱。市村正亲从川越小学念到川越市立川越高级中学毕业；而从舞蹈艺术学院毕业后，他在西村晃门下当了3年学徒。
1973年，市村正亲获得了四季剧团《耶稣基督超级巨星》的一次试镜机会并获得通过，最后以希律王这个角色首次登场。次年，他正式加入到四季剧团。在《恋马狂》一剧中，市村正亲以全裸演出成为当时的话题。在《歌剧魅影》中，他获得了主演机会，并以这个角色成为在1980年代四季剧团的招牌演员。1990年前后，市村正亲离开了四季剧团。
在离开四季剧团之后，市村正亲在话剧、音乐剧、电视剧、解说、单人剧等多方面发展。由于其表演水平非常高，因而也被人成为音乐剧知名演员。市村正亲在《西贡小姐》中饰演“工程师”一角，被誉为是“全世界最好的工程师”。
市村正亲以他标志性的烫发成为他的个人独特造型。尽管市村正亲自己也承认在歌唱能力方面的不足，但是一旦他走上舞台，他的舞台表现力足以让人忽略这点瑕疵。
1989年，在第40回NHK红白歌合战上，市村正亲以歌手身份出战。他当时演唱的曲目是歌剧《歌剧魅影》的同名主题曲。
2007年4月，市村正亲由于其长年的成就而获得日本紫绶褒章。
2008年4月，市村正亲成为TBS电视台节目《世界遗产》的解说。
除了演员身份之外，市村正亲还是岩谷时子音乐文化振兴财团的评议员。
2014年7月，由于早期胃癌，市村正亲不得不紧急辞演《西贡小姐》，而交由笕利夫递补主演。 同时原本预定演出《父亲的背影》最终话也交由小林隆出演。
2015年9月，因在舞台剧《蜷川马克白》的演出中损伤半月板，不得不中断公演计划并在10月21日接受手术治疗。11月上旬，在《小气财神》舞台剧中回归。
自从在富士电视台《古畑任三郎》中演出犯人角色以后，与三谷幸喜有过多次合作。

## 個人生活
1989年，市村正亲与同为四季剧团的女演员八重泽真美结婚。2003年5月，两人宣布离婚。
2001年，市村正亲在“彩之国莎士比亚系列”中获得《哈姆雷特》主角出演机会，并在这次演出中结识了篠原涼子。2005年12月，两人宣布结婚。2008年5月，两人的长子出生，这也是时年59岁的市村正亲首次成为父亲；2012年2月，两人的次子出生。

## 電視劇
- 派遣女醫X-第六季：飾演投資家兼東帝大學醫院副院長尼古拉斯•丹下

## 動畫電影
- 傑克與豌豆（1974年7月20日、日本ヘラルド映画） - 飾演 傑克
- （1985年、サンリオ映画制作部） - 飾演 マイケル
- 神奇寶貝劇場版：超夢的逆襲（1998年7月18日、東寶） - 飾演 超夢
- 喬望尼之島（2014年2月22日、華納兄弟電影） - 飾演 瀬能辰夫
- 胡桃鉗（2014年11月29日、ASMIK ACE） - 飾演 ドロッセルマイヤー / 不思議婆さん / 人形遣い / 時計商人
- 電影哆啦A夢：大雄的宇宙英雄記（2015年3月7日、東寶） - 飾演 伊卡洛斯
- 生日幻境（2019年4月26日、華納兄弟電影） - 飾演 西波克拉泰斯
- 劇場版 寶可夢 超夢的逆襲 EVOLUTION（2019年7月12日、東寶） - 飾演 超夢
- 無盡的史嘉萊特（2025年11月21日、東寶） - 飾演 アムレット[6]

## 红白歌合战出场经历
| 年度 / 播出回数 | 出场次数 | 表演曲目     | 表演顺序 | 对战歌手 |
| --------------- | -------- | ------------ | -------- | -------- |
| 1989年 / 第40回 | 初次     | 《歌剧魅影》 | 13 / 20  | 岛田歌穗 |